# Miro (Suebo)

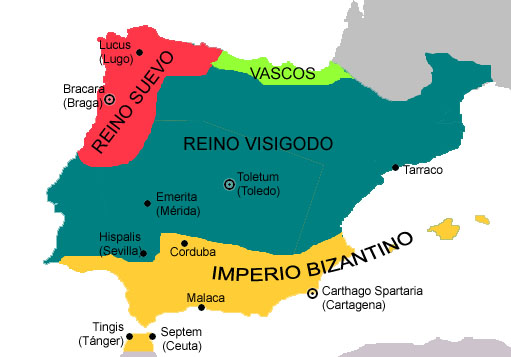
Penisola iberica nel 580 circa. In rosso il regno dei Suebi. In verde scuro il regno degli Visigoti. In giallo la provincia bizantina della Spagna. In verde chiaro la zona della penisola iberica sotto il controllo dei Baschi.

Miro dei Suebi anche in spagnolo, in galiziano e in portoghese (... – 583) è stato re dei Suebi di Gallaecia, dal 570 fino alla sua morte.

## Origine
Miro era figlio del re dei Suebi di Gallaecia Teodemaro e della moglie, di cui non si conoscono né il nome né gli ascendenti.

Di Teodemaro non si conoscono gli ascendenti.

## Biografia
Miro, come ci confermano Isidoro di Siviglia (Post Theodimirum Miro Sueuorum princeps efficitur regnans annis XIII) e Giovanni di Biclaro ( In provincia Gallaeciae Miro post Theodimirum Sueuorum rex efficitur), salì al trono, nel 570, alla morte del re Teodemaro.

Miro viene citato nell'elenco dei re Suebi nel El reino suevo (411-585), come quarto re dopo il periodo oscuro e si hanno nuovamente informazioni sul regno suebo di Galizia.
L'anno prima, nel 569, secondo lo storico Rafael Altamira, il regno dei Suebi era stato attaccato da Leovigildo, re ariano dei Visigoti, che si era accordato con i Bizantini, per avere libertà d'azione contro i Suebi. Leovigildo, con grande rapidità, si impadronì di Palencia, Zamora e León, ma non di Astorga che gli oppose una tenace resistenza. L'anno dopo (570) Leovigildo, rotta l'alleanza con i Bizantini, lasciato il regno dei Suebi si rivolse contro le province bizantine.

Ancora secondo Rafael Altamira, tra il 571 e il 572, approfittando che i visigoti di Leovigildo erano in guerra contro i Bizantini nel sud della penisola iberica, Miro espanse il suo regno occupando le zone di Plasencia, Coria, Las Hurdes e la valle de las Batuecas.
Secondo il Diccionario biográfico español, Real Academia de la Historia Miro viene ricordato nel 572 in occasione della celebrazione del Secondo Concilio di Braga, i cui verbali gli attribuiscono l'iniziativa della sua convocazione nel secondo anno del suo regno, come conferma il Synodus Bracarensis secunda. Con Miro il regno svevo raggiunse il suo massimo sviluppo istituzionale e simbolico, tra cui la costruzione di un'autentica sede reale a Braga e il conio di una moneta reale, di livello paragonabile a quello delle altre monarchie germaniche ereditate dall'Impero Romano. Personalmente, sembra essere stato un monarca colto, al quale Martino di Braga dedicò la sua famosa opera Formula vitae honestae.

Questo avvenimento viene riportato anche la IDENTITY AND INTERACTION: The Suevi and the Hispano-Romans.
Nell'anno 572 Miro condusse una campagna contro i Runcones o Ruccones, un popolo non localizzato che abitava probabilmente il lembo nord-orientale del suo regno, sul mar Cantabrico tra le attuali Asturie e il Paese basco e come riportano anche Isidoro di Siviglia e Giovanni di Biclaro.

Nello stesso anno attaccò gli ariani che si trovavano nella parte nord orientale del suo regno, nelle Asturie e nella Cantabria. Questo attacco diede il pretesto al re dei Visigoti, Leovigildo, che era ariano, di attaccare il regno svevo. Nel 573 Leovigildo era arrivato ai confini del regno degli Svevi, dopo avere conquistato la provincia di Braganza e la valle del fiume Sabor, nella provincia di Zamora e tra il 573 e il 574, spingendo gli Svevi verso il nord, avanzò nella valle del fiume Duero, fondando la città di Villa Gothorum (ora Toro). Si rivolse, quindi, contro la Cantabria, dove conquistò Astorga, il cui controllo oltre al controllo di Toro gli permise, nel 575 di invadere la Galizia. Miro, dopo aver perso Ourense e tutto il sud est, con le città di Porto e Braga sotto assedio, si sottomise e chiese la pace (578), ottenendo una breve tregua.

In quel periodo, negli anni 575 e 576 dopo due incursioni al confine svevo di Leovigildo, sembra che Miro abbia cercare alleanze con il re franco Gontrano e con l'imperatore di Bisanzio.
Nel 581 Ermenegildo, governatore della Betica, e figlio del re dei visigoti, Leovigildo, si ribellò al padre, accettando la corona offertagli dai ribelli sivigliani. La contrapposizione tra padre e figlio era dovuta soprattutto a motivi di appartenenza religiosa: Leovigildo era ariano, mentre Ermenegildo, dopo il matrimonio (579) con la principessa dei Franchi Ingonda, si era convertito al cattolicesimo; Miro, quando, nel 583, seppe che i sostenitori di Ermenegildo erano asserragliati a Siviglia, assediata da Leovigildo, decise di correre in loro soccorso; ma, prima di poter giungere a Siviglia e portare il suo aiuto, fu affrontato da Leovigildo che lo attaccò e lo respinse, facendolo rientrare nei suoi possedimenti, come viene riportato anche da Gregorio di Tours, nel suo Historia Francorum.

Forse Miro è morto a Siviglia nel contesto di questa campagna, anche se le circostanze non sono note.

Anche Isidoro di Siviglia e Giovanni di Biclaro riportano questo avvenimento, asserendo che Miro era intervenuto a fianco di Leovigildo.
Miro morì nel 583 e gli succedette il figlio Eborico, come confermano Isidoro di Siviglia (Huic Eboricus filius in regnum succedit) e Giovanni di Biclaro.

## Discendenza
Miro dalla moglie, Siseguta, che, nel 584, sposò, in seconde nozze il proprio genero, Andeca, ebbe due figli:
- Eborico (?-dopo il 585), re dei Suebi di Gallaecia[17][18];
- una figlia che sposò Andeca[20], che divenne re dei Suebi di Gallaecia[17][18].

### Fonti primarie
- (LA)  "Saint+Gregory+(Bishop+of+Tours)"&printsec=frontcover Historia Francorum.
- (LA)  #ES Synodus Bracarensis secunda
- (ES)  El reino suevo (411-585).
- (ES)  IDENTITY AND INTERACTION: The Suevi and the Hispano-Romans.
- (LA)  #ES Idatii episcopi Chronicon.
- (LA)  Isidori Historia Gothorum, Wandalorum, Sueborum, Historia Sueuorum.
- (LA)  Monumenta Germaniae Historica, Auctorum antiquissimorum, tomus 11, Iohannis Abbatis monasterii Biclarensis Chronica.

### Letteratura storiografica
- Rafael Altamira, "La Spagna sotto i Visigoti", in "Storia del mondo medievale", vol. I, 1999, pp. 743–779